# فهد طالب
فهد طالب (عربی: فهد طالب؛ زادهٔ ۲۱ اکتبر ۱۹۹۴ در بغداد) بازیکن فوتبال اهل عراق است که در پست دروازه‌بان بازی می‌کند.